# Grúzia autópályái
Ez a lap Grúzia autópályáit részletezi. Az autópályákon a megengedett legnagyobb sebesség 120 km/h.
Összesen: 78 km autópálya üzemel. Az összes ingyenes.

## Az autópályák listája
| Név | Jel | Érintett városok                                      | Kilométerszámozás / 2012-ig ennyi készült el belőle |
| --- | --- | ----------------------------------------------------- | --------------------------------------------------- |
| S1  |     | Tbiliszi (თბილისი) – Mtskheta (მცხეთა) – Gori (გორის) | 68 km / 68 km                                       |
| S6  |     | Tbiliszi (თბილისი) – Vaziani (ვაზიანის)               | 10 km / 10 km                                       |